# 東海駅

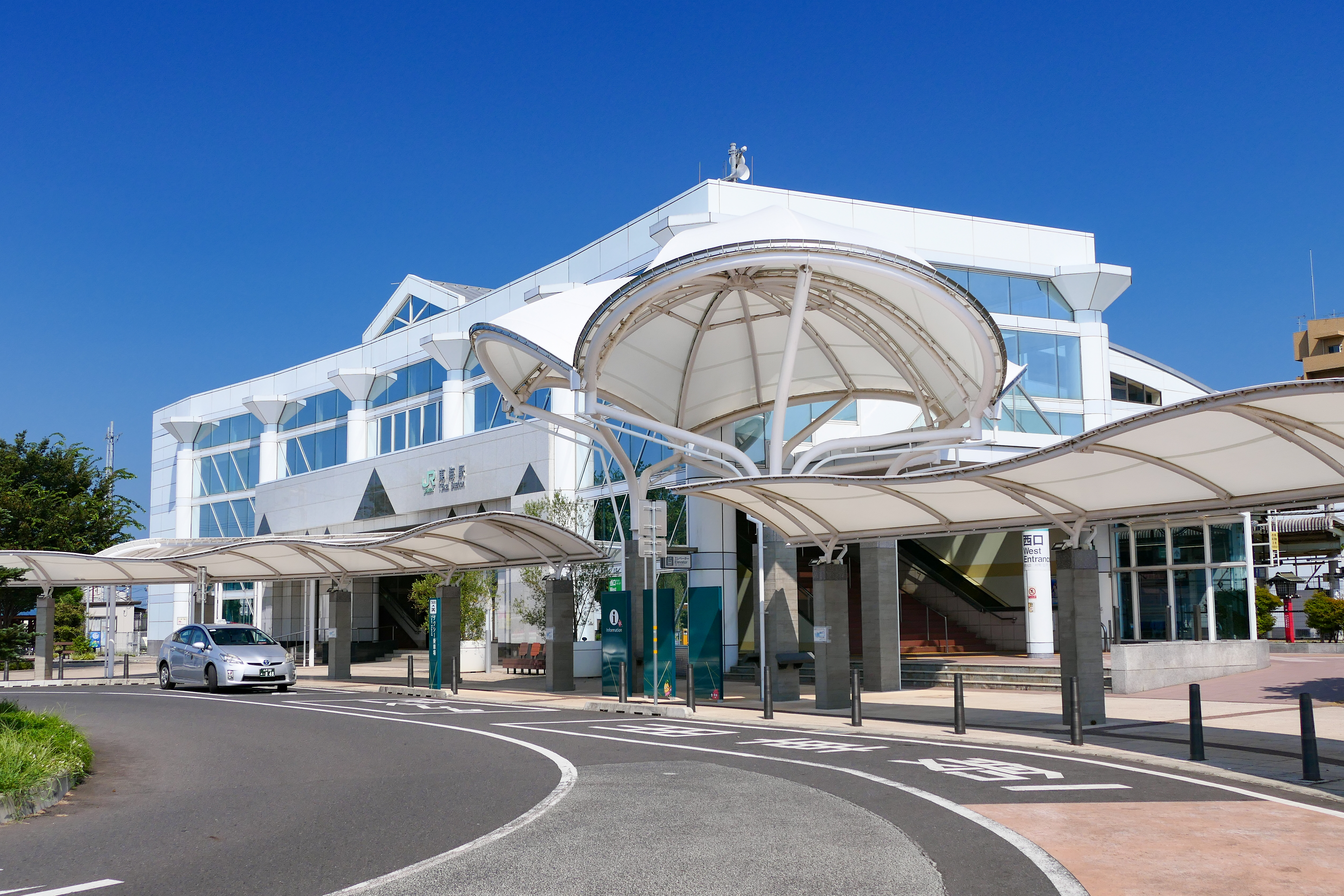
西口（2023年7月）

東海駅（とうかいえき）は、茨城県那珂郡東海村舟石川駅西一丁目にある東日本旅客鉄道（JR東日本）常磐線の駅。
常磐線の駅、ならびに茨城県内で唯一村に所在する駅である。事務管コードは▲421119。一部の特急列車が停車する。
原子力関連施設と村松山虚空蔵堂、ならびに笠松運動公園の最寄駅である。

## 歴史
- 1898年（明治31年）4月1日：日本鉄道の石神駅（いしがみえき）として開業[6][7]。
- 1906年（明治39年）11月1日：日本鉄道が国有化され、官設鉄道の所属となる[2]。
- 1909年（明治42年）10月12日：線路名称制定により常磐線の所属となる。
- 1926年（大正15年）4月24日：村松軌道が開業（石神駅 - 阿漕駅）[8]。
- 1933年（昭和8年）2月15日：村松軌道が廃止[9]。
- 1949年（昭和24年）6月1日：日本国有鉄道が発足。
- 1957年（昭和32年）4月1日：東海駅に改称[6]。
- 1961年（昭和36年）12月29日：上り急行「いわて」が当駅を通過時に分岐器通過速度を超過し、機関車（C62 21）と客車2両が脱線転覆、他の客車も脱線。機関助士が死亡、5人が負傷。
- 1972年（昭和47年）3月15日：貨物の取り扱いを廃止[2]。
- 1984年（昭和59年）2月1日：荷物扱いを廃止[2]。
- 1985年（昭和60年）：急行ときわ号の廃止により特急ひたち号の停車駅となる[10]。
- 1987年（昭和62年）4月1日：国鉄分割民営化により、JR東日本の駅となる[2]。
- 1992年（平成4年）11月16日：橋上駅舎化工事に着手[11]。
- 1994年（平成6年）1月20日：橋上駅舎の営業を開始[12][13]。
- 2004年（平成16年）10月16日：東京近郊区間拡大に伴い、Suicaが利用可能となる[14]。
- 2015年（平成27年）
  - 4月1日：JR水戸鉄道サービスが駅業務を受託する業務委託駅となる。
  - 7月1日：駅業務受託がJR東日本ステーションサービスへ移管。
- 2023年（令和5年）3月17日：みどりの窓口の営業を終了[15][16]。

## 駅構造
2面3線のホームを持つ地上駅で、橋上駅舎を有している。西口・東口ともに駅前にロータリーが整備されている。
勝田営業統括センターが管理し、JR東日本ステーションサービスが駅業務を受託する業務委託駅（勝田駅管理）。Suica対応自動改札機、指定席券売機が設置されている。
改札口の右側にコンビニエンスストアのNewDaysがある。2007年（平成19年）5月1日のリニューアルオープンを機にSuica電子マネーが利用できるようになった。
東海ステーションギャラリーが併設されている。

### のりば
| 番線 | 路線             | 方向 | 行先                         |
| ---- | ---------------- | ---- | ---------------------------- |
| 1・2 | ■ 常磐線         | 下り | 日立・いわき・広野・仙台方面 |
| 2・3 | ■ 常磐線         | 上り | 水戸・土浦・上野方面         |
| 2・3 | ■ 上野東京ライン | 上り | 上野・東京・品川方面         |

- 2番線は上下兼用の待避線であるが、下り1本、上り3本のみの使用。

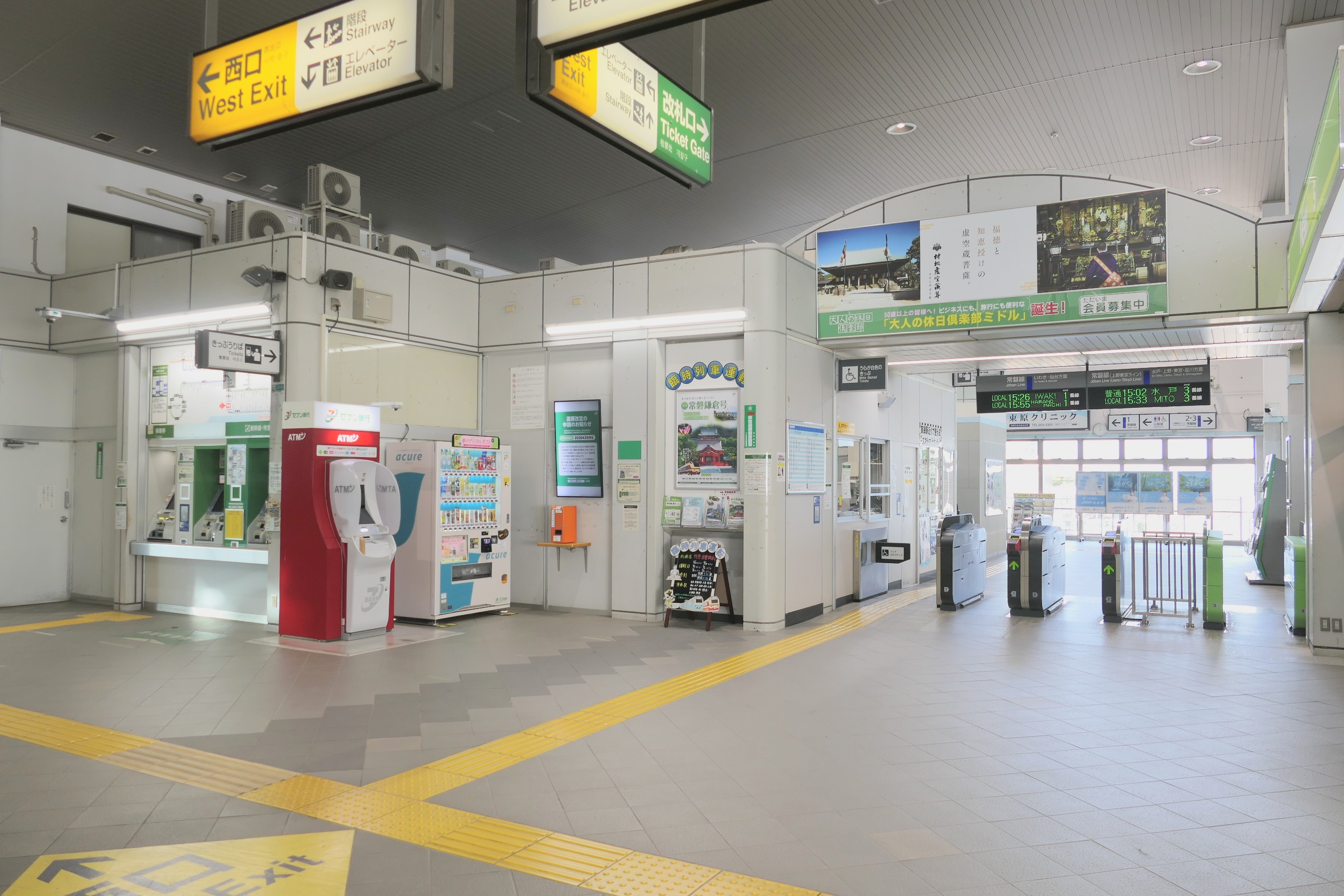
改札口（2025年6月）
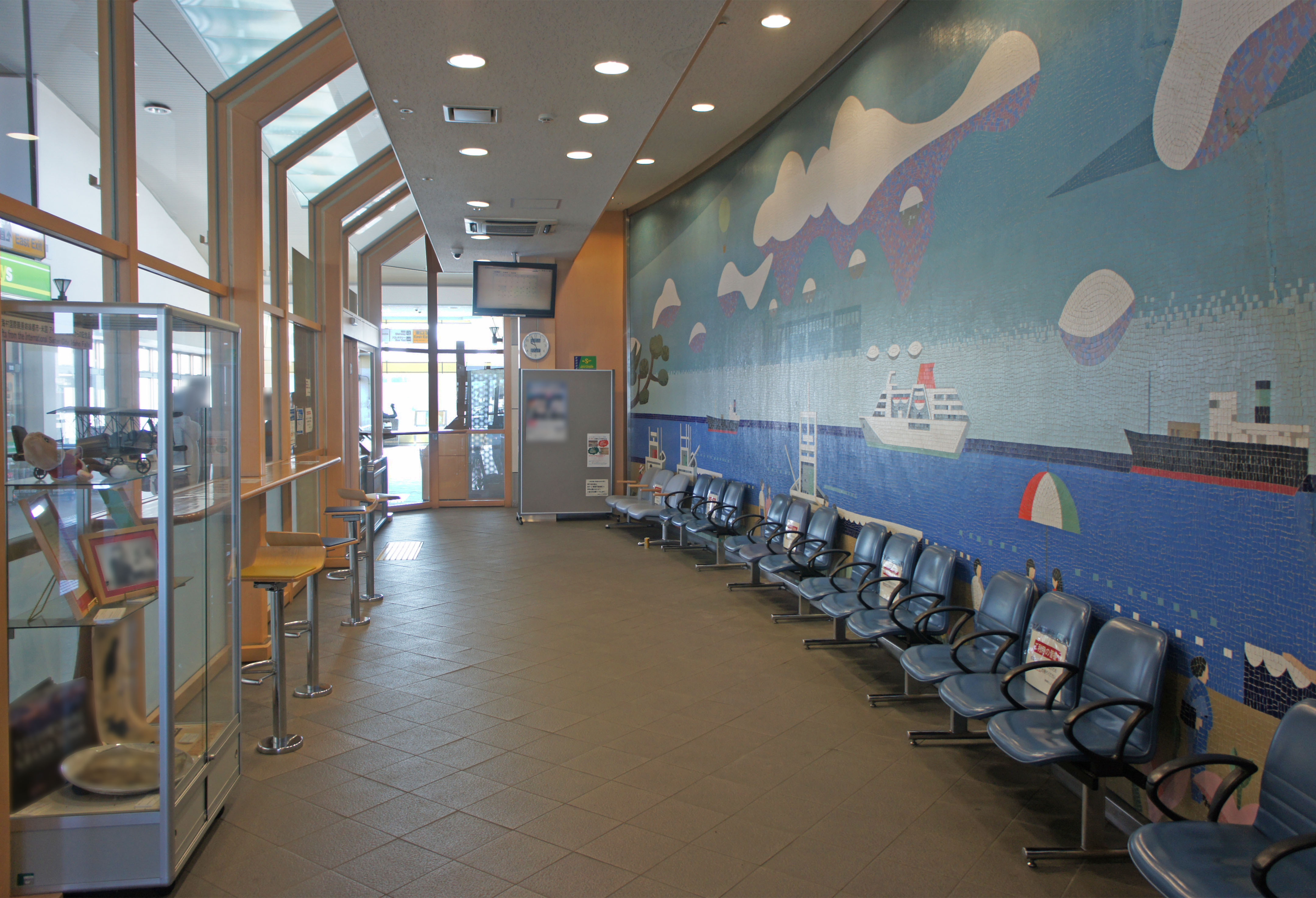
待合室（2022年2月）
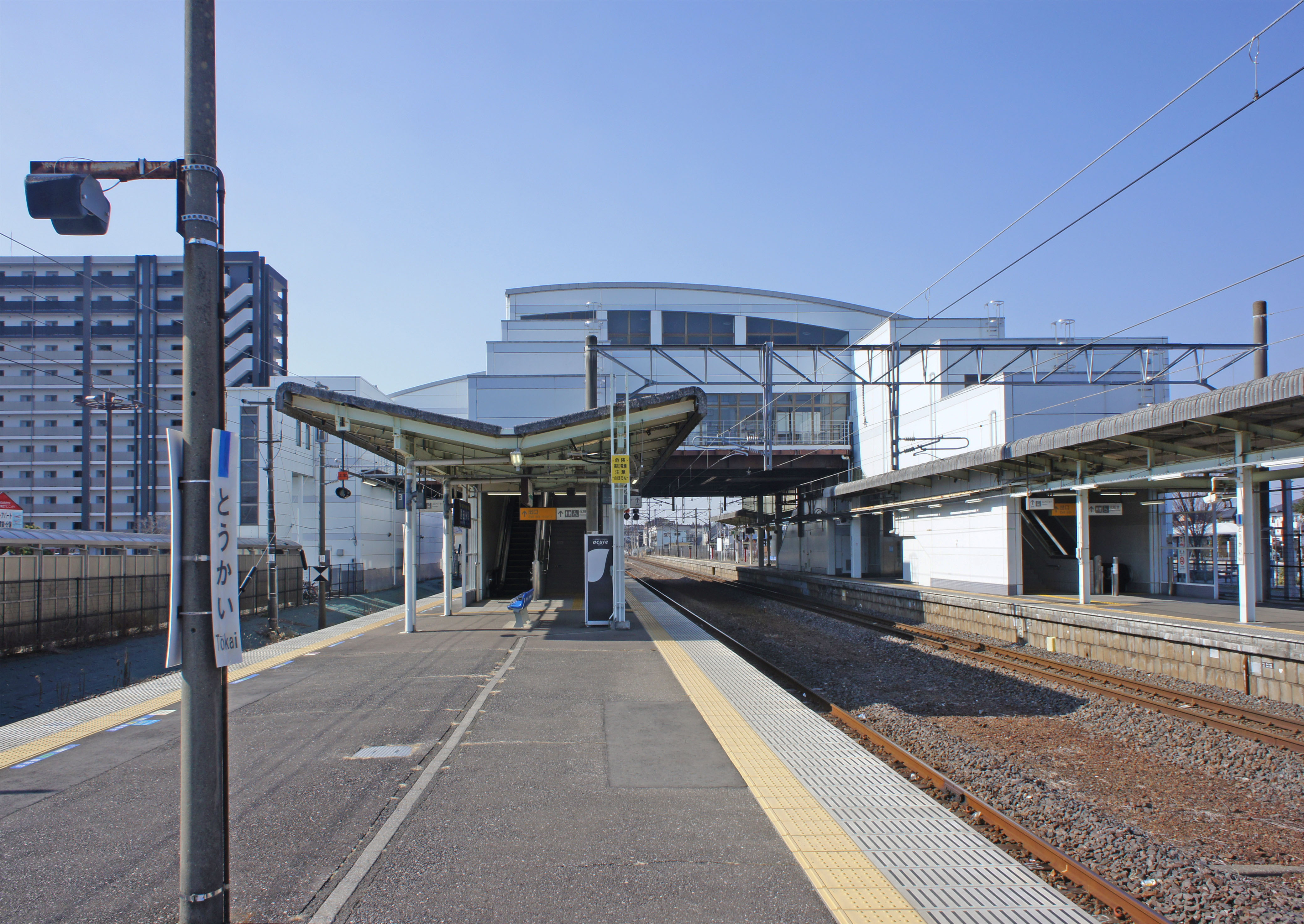
ホーム（2022年2月）

## 利用状況
JR東日本によると、2023年度（令和5年度）の1日平均乗車人員は4,399人である。
2000年度（平成12年度）以降の推移は以下のとおりである。
| 乗車人員推移       | 乗車人員推移     | 乗車人員推移    |
| 年度               | 1日平均 乗車人員 | 出典            |
| ------------------ | ---------------- | --------------- |
| 2000年（平成12年） | 4,777            | [ 利用客数 2 ]  |
| 2001年（平成13年） | 4,709            | [ 利用客数 3 ]  |
| 2002年（平成14年） | 4,528            | [ 利用客数 4 ]  |
| 2003年（平成15年） | 4,359            | [ 利用客数 5 ]  |
| 2004年（平成16年） | 4,263            | [ 利用客数 6 ]  |
| 2005年（平成17年） | 4,303            | [ 利用客数 7 ]  |
| 2006年（平成18年） | 4,307            | [ 利用客数 8 ]  |
| 2007年（平成19年） | 4,319            | [ 利用客数 9 ]  |
| 2008年（平成20年） | 4,405            | [ 利用客数 10 ] |
| 2009年（平成21年） | 4,413            | [ 利用客数 11 ] |
| 2010年（平成22年） | 4,300            | [ 利用客数 12 ] |
| 2011年（平成23年） | 4,328            | [ 利用客数 13 ] |
| 2012年（平成24年） | 4,475            | [ 利用客数 14 ] |
| 2013年（平成25年） | 4,615            | [ 利用客数 15 ] |
| 2014年（平成26年） | 4,611            | [ 利用客数 16 ] |
| 2015年（平成27年） | 4,869            | [ 利用客数 17 ] |
| 2016年（平成28年） | 4,897            | [ 利用客数 18 ] |
| 2017年（平成29年） | 4,950            | [ 利用客数 19 ] |
| 2018年（平成30年） | 5,071            | [ 利用客数 20 ] |
| 2019年（令和元年） | 5,055            | [ 利用客数 21 ] |
| 2020年（令和02年） | 4,021            | [ 利用客数 22 ] |
| 2021年（令和03年） | 3,982            | [ 利用客数 23 ] |
| 2022年（令和04年） | 4,180            | [ 利用客数 24 ] |
| 2023年（令和05年） | 4,399            | [ 利用客数 1 ]  |

## 駅周辺

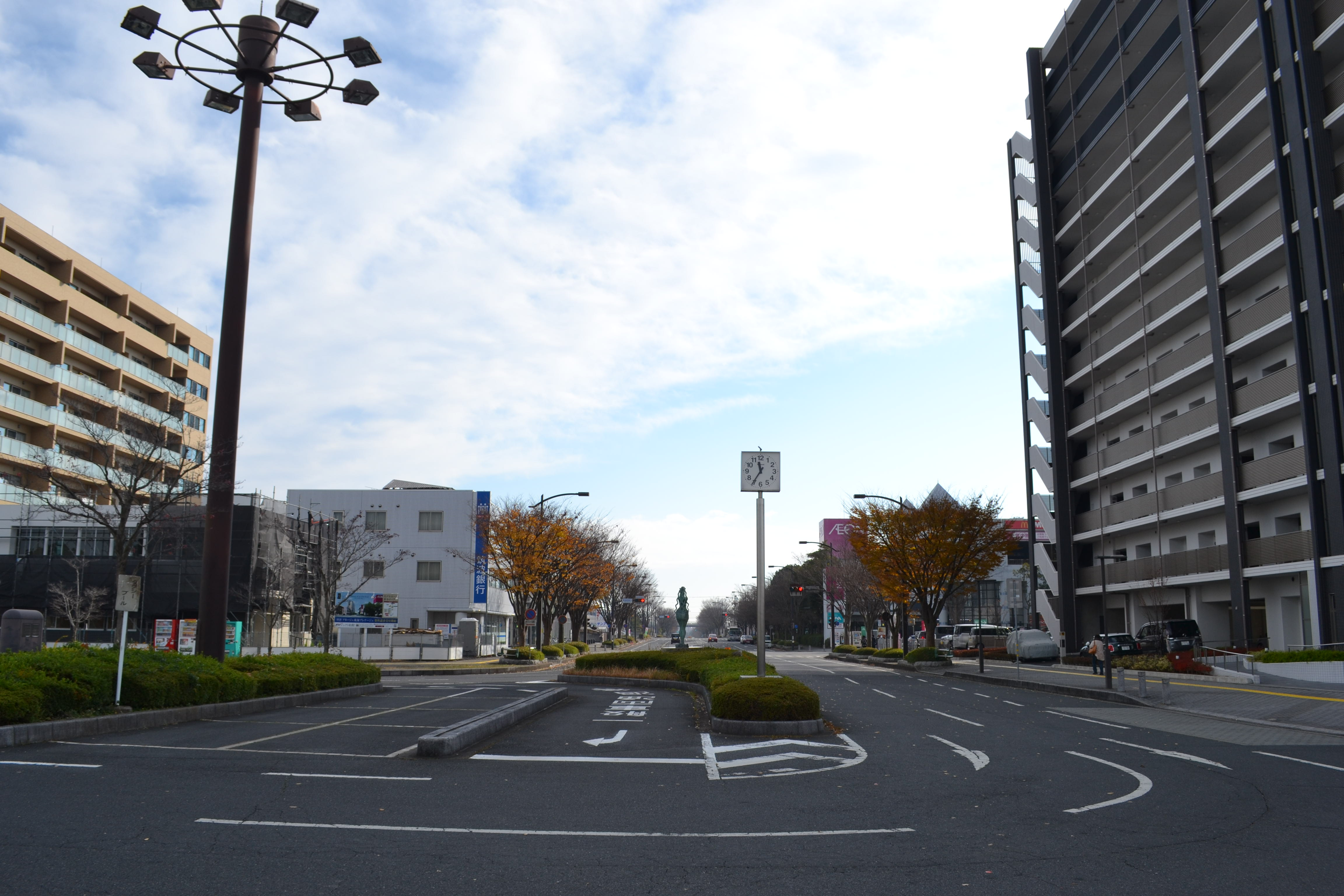
東口へ通じる道路（2020年12月）

- 東海村役場
- 東海村総合体育館
- 常陸農業協同組合 東海支店
- 東海郵便局
- 東海駅西口郵便局
- イオン東海店
- 山新 東海店
- 茨城県立東海高等学校
- 原子力科学館
- げんでん東海テラパーク
- 笠松運動公園
  - 笠松運動公園陸上競技場
- 東海村立東海中学校
- 東海村立東海南中学校
- 東海村産業・情報プラザ

## バス路線
「東海駅東口」停留所にて、以下の路線バスや高速バスが発着する。かつては「東海駅西口」停留所にも茨城交通が運行する路線バスが設定されていたが、2024年（令和6年）4月1日より発車便の運行が取りやめとなり、到着便のみ設定されている。
路線バス
- 茨城東病院行き（茨城交通）[20]
- 海浜公園西口行き（茨城交通）[20]
- 須和間・南台・緑ヶ丘循環線（茨城交通）[20]

高速バス
- 東京駅行き（茨城交通）[21]
- 羽田空港行き（茨城交通）[22]
- 成田空港行き（茨城交通、京成バス千葉イースト）[23]
- 茨城空港行き（茨城交通）[24] - 1便のみ運行
- 名古屋駅行き（茨城交通）- 全便運休[25]

## 隣の駅
東日本旅客鉄道（JR東日本）
■常磐線
- 特急「ひたち」「ときわ」一部停車駅

■普通
佐和駅 - 東海駅 - 大甕駅

### かつて存在した路線
村松軌道
村松軌道線
石神駅 - 真崎駅

### 記事本文
1. 1 2 3 4  『週刊 JR全駅・全車両基地』 42号 水戸駅・常陸太田駅・高萩駅ほか74駅、朝日新聞出版〈週刊朝日百科〉、2013年6月9日、22頁。
2. 1 2 3 4 5  石野哲（編）『停車場変遷大事典 国鉄・JR編 II』（初版）JTB、1998年10月1日、430-431頁。ISBN 978-4-533-02980-6。
3. ↑  日本国有鉄道旅客局(1984)『鉄道・航路旅客運賃・料金算出表 昭和59年４月20日現行』。
4. ↑  交通アクセス-村松山虚空蔵堂公式ホームページ
5. ↑  交通アクセス-笠松運動公園公式ホームページ
6. 1 2  中川浩一『茨城県鉄道発達史』 上、筑波書林〈ふるさと文庫〉、1980年、付表xi頁。ASIN B000J7ZJU0。
7. ↑  大蔵省印刷局 編『[官報』 1898年03月30日、日本マイクロ写真（国立国会図書館デジタルコレクション）、1898年。
8. ↑  鉄道省 編『鉄道統計資料』 昭和元年 第3編 監督、鉄道省（国立国会図書館デジタルコレクション）、1928年。
9. ↑  鉄道省 編『鉄道統計資料』 昭和7年度 第3編 監督、鉄道省（国立国会図書館デジタルコレクション）、1931年 - 1938年。
10. ↑  1985年3月号時刻表
11. ↑  “東海駅を橋上化 JR水戸支社が安全祈願祭”. 交通新聞 (交通新聞社):  p. 3. (1992年11月20日)
12. ↑  「駅前の風景 第9回」（2007年9月号、常陽地域研究センター刊） (PDF) [リンク切れ]
13. ↑  「特集 東海橋上駅」『広報とうかい』第585号、東海村、1991年2月、2-5頁。
14. ↑  「JR年表」『JR気動車客車編成表 '05年版』ジェー・アール・アール、2005年7月1日、184頁。ISBN 4-88283-126-0。
15. ↑  “駅の情報（東海駅）：JR東日本”.   東日本旅客鉄道. 2023年2月27日時点のオリジナルよりアーカイブ。2023年2月27日閲覧。
16. ↑  “JR東日本路線図（関東・甲信越エリア）” (PDF).   東日本旅客鉄道. 2023年2月24日時点のオリジナルよりアーカイブ。2023年2月25日閲覧。
17. 1 2 3  “JR東日本：駅構内図・バリアフリー情報（東海駅）”.   東日本旅客鉄道. 2024年5月7日閲覧。
18. ↑  “ダイヤ改正 4月1日に路線バスのダイヤ改正を行います”. ニュースリリース.   茨城交通 (2024年3月13日). 2024年5月7日時点のオリジナルよりアーカイブ。2024年5月7日閲覧。
19. ↑  “舟石川 時刻表 | 茨城交通”.   茨城交通. 2024年5月7日時点のオリジナルよりアーカイブ。2024年5月7日閲覧。
20. 1 2 3  “東海駅 / バスのりば・停留所案内 | 路線バス - 茨城交通”.   茨城交通. 2024年5月7日時点のオリジナルよりアーカイブ。2024年5月7日閲覧。
21. ↑  “ひたちなか・東海発 - 大洗IC - 東京駅行き / 勝田・東海線 | 茨城交通 | 高速バスのご案内 - 茨城交通”.   茨城交通. 2024年5月7日時点のオリジナルよりアーカイブ。2024年5月7日閲覧。
22. ↑  “羽田空港行き / 羽田空港線 | 空港バスのご案内 - 茨城交通”.   茨城交通. 2024年5月30日時点のオリジナルよりアーカイブ。2024年5月7日閲覧。
23. ↑  “成田空港行き / 成田空港線 | 空港バスのご案内 - 茨城交通”.   茨城交通. 2024年5月7日時点のオリジナルよりアーカイブ。2024年5月7日閲覧。
24. ↑  “茨城空港行き / 茨城空港線 | 空港バスのご案内 - 茨城交通”.   茨城交通. 2024年5月7日時点のオリジナルよりアーカイブ。2024年5月7日閲覧。
25. ↑  “日立・東海・ひたちなか・水戸・石岡・つくば発 - 東名豊田・名古屋駅行き / 名古屋線 | 茨城交通 | 高速バスのご案内 - 茨城交通”.   茨城交通. 2024年4月6日時点のオリジナルよりアーカイブ。2024年5月7日閲覧。

### 利用状況
1. 1 2  “各駅の乗車人員（2023年度）”.   東日本旅客鉄道. 2024年7月21日閲覧。
2. ↑  “各駅の乗車人員（2000年度）”.   東日本旅客鉄道. 2019年3月6日閲覧。
3. ↑  “各駅の乗車人員（2001年度）”.   東日本旅客鉄道. 2019年3月6日閲覧。
4. ↑  “各駅の乗車人員（2002年度）”.   東日本旅客鉄道. 2019年3月6日閲覧。
5. ↑  “各駅の乗車人員（2003年度）”.   東日本旅客鉄道. 2019年3月6日閲覧。
6. ↑  “各駅の乗車人員（2004年度）”.   東日本旅客鉄道. 2019年3月6日閲覧。
7. ↑  “各駅の乗車人員（2005年度）”.   東日本旅客鉄道. 2019年3月6日閲覧。
8. ↑  “各駅の乗車人員（2006年度）”.   東日本旅客鉄道. 2019年3月6日閲覧。
9. ↑  “各駅の乗車人員（2007年度）”.   東日本旅客鉄道. 2019年3月6日閲覧。
10. ↑  “各駅の乗車人員（2008年度）”.   東日本旅客鉄道. 2019年3月6日閲覧。
11. ↑  “各駅の乗車人員（2009年度）”.   東日本旅客鉄道. 2019年3月6日閲覧。
12. ↑  “各駅の乗車人員（2010年度）”.   東日本旅客鉄道. 2019年3月6日閲覧。
13. ↑  “各駅の乗車人員（2011年度）”.   東日本旅客鉄道. 2019年3月6日閲覧。
14. ↑  “各駅の乗車人員（2012年度）”.   東日本旅客鉄道. 2019年3月6日閲覧。
15. ↑  “各駅の乗車人員（2013年度）”.   東日本旅客鉄道. 2019年3月6日閲覧。
16. ↑  “各駅の乗車人員（2014年度）”.   東日本旅客鉄道. 2019年3月6日閲覧。
17. ↑  “各駅の乗車人員（2015年度）”.   東日本旅客鉄道. 2019年3月6日閲覧。
18. ↑  “各駅の乗車人員（2016年度）”.   東日本旅客鉄道. 2019年3月6日閲覧。
19. ↑  “各駅の乗車人員（2017年度）”.   東日本旅客鉄道. 2018年7月6日閲覧。
20. ↑  “各駅の乗車人員（2018年度）”.   東日本旅客鉄道. 2019年7月12日閲覧。
21. ↑  “各駅の乗車人員（2019年度）”.   東日本旅客鉄道. 2020年7月11日閲覧。
22. ↑  “各駅の乗車人員（2020年度）”.   東日本旅客鉄道. 2021年7月24日閲覧。
23. ↑  “各駅の乗車人員（2021年度）”.   東日本旅客鉄道. 2022年8月6日閲覧。
24. ↑  “各駅の乗車人員（2022年度）”.   東日本旅客鉄道. 2023年7月10日閲覧。